# ER12型电力动车组
ER12型电力动车组（俄語：Электропо́езд ЭР12）是苏联铁路的电力动车组车型之一，适用于供电制式为3000伏直流电的电气化铁路，由位于拉脱维亚的里加车辆制造厂、里加电机制造厂和加里宁车辆制造厂设计制造，于1981年研制成功，但未投入批量生产。

## 发展历史

### 背景
ER2型电力动车组采用直流电力传动，通过调节起动电阻和牵引电动机的串联和并联转换来完成列车的起动和速度调节，但这种调速方式的缺点是电阻的电能耗损较大，而且只能采取有级调压的模式，不能连续平滑地调节速度。1960年代末，全苏车辆制造科学研究所、塔林电机制造厂和波罗的海铁路局开始了关于直流电力动车组脉冲调压方式的研究。脉冲调压方式用晶闸管直流斩波器取代了以往的起动电阻，通过周期性的快速开通和关断，将恒定的直流电压分割成一系列的脉冲电压，通过改变脉冲的频率就能够方便地改变输出直流电的电压平均值，从而实现了无损耗的直流调压。1970年代初，波罗的海铁路局的部分ER2型电力动车组成功进行了改装晶闸管斩波器的技术改造，经改造后的列车改称为ER2I型电力动车组，试验结果显示采用斩波调压的列车具有良好的经济效益，平均比改造前节省了9.8~12.8%的电力消耗。

### 研制
1976年9月，里加车辆制造厂、里加电机制造厂和加里宁车辆制造厂试制了首列10辆编组的ER12型电力动车组。ER12型电力动车组是在ER2型电力动车组的基础上改进而成，除了调速控制装置外，两者的总体结构基本相同。列车采用动力分散方式，其标准编组为“五动五拖”的10辆编组，由2辆带司机室的头部控制拖车、3辆中间拖车、5辆动车组成，每“一动一拖”组成一个电气独立单元，司机可在任一司机室对全列车进行操纵。列车亦可以根据实际需要增减车厢数量，采用灵活的编组方式。列车采用直—直流电传动，每辆动车装有一台受电弓及四台牵引电动机。接触网导线上的3000伏直流电电流，经受电弓引入列车后经过斩波调压，供给牵引电动机及驱动轮对。每辆动车安装了一台ТИП-1320/3У型晶闸管斩波器，斩波器由多组ТБ-320、ТБ-400型晶闸管和ВЧ-400型二极管组成，额定工作频率为400赫兹，额定输入电压为3000伏，最大起动电流为2×220安培。通过采用晶闸管斩波器，ER12型电力动车组不仅能够对牵引电动机无级平滑调压，还实现了牵引电动机的无级磁场削弱（50～100%）。

### 运用
1978年，ER12-6001号列车在全苏铁道运输科学研究院的环形铁道试验基地进行了性能试验。试验结果显示，在站距长度为1.5公里的区间，ER12型电力动车组可加速至69公里/小时；当运行速度为60～65公里/小时，ER12型电力动车组比ER2型电力动车组节省了8.5～10%的电力消耗。此后，ER12-6001号列车在波罗的海铁路局塔林动车段投入使用，至1980年初由于其中一辆动车的斩波器发生故障，列车缩短为8辆编组运行。1981年，塔林动车段又再接收了6辆编组的ER12-6002号列车和4辆编组的ER12-6003号列车，不久之后三组列车被重新编组为三列6辆编组的列车，而在苏联解体后列车被爱沙尼亚铁路接收。然而，由于晶闸管斩波器的可靠性不甚理想，至1992年三列ER12型电力动车组在圣彼得堡的十月电动车辆修理厂进行大修，并改装与ER2型电力动车组相同的电气系统。